# Bañón (kommunhuvudort)
Bañón är en kommunhuvudort i Spanien.   Den ligger i provinsen Provincia de Teruel och regionen Aragonien, i den östra delen av landet, 220 km öster om huvudstaden Madrid. Bañón ligger 1 122 meter över havet och antalet invånare är 179.
Terrängen runt Bañón är kuperad österut, men västerut är den platt. Runt Bañón är det mycket glesbefolkat, med 2 invånare per kvadratkilometer. Närmaste större samhälle är Calamocha, 12,7 km nordväst om Bañón. Omgivningarna runt Bañón är i huvudsak ett öppet busklandskap.